# Wolf Biermann

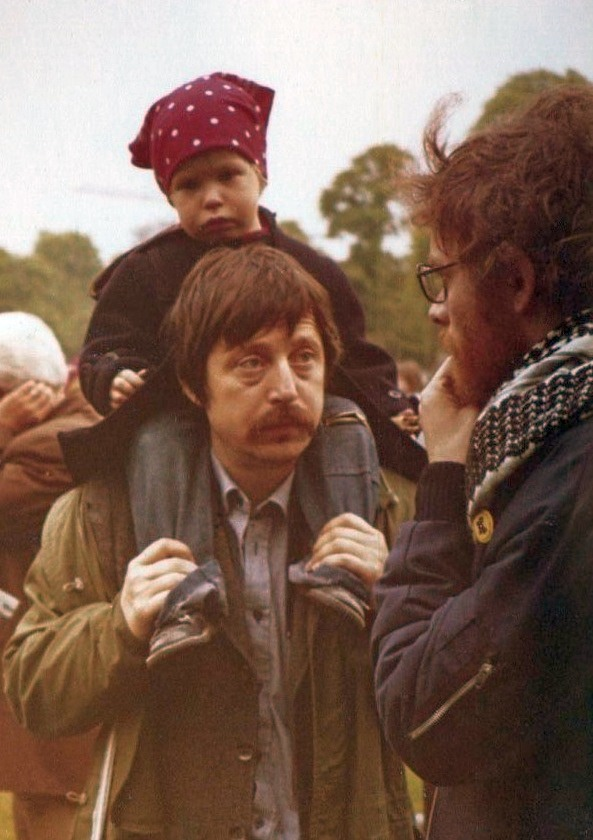
Wolf Biermann 1977.

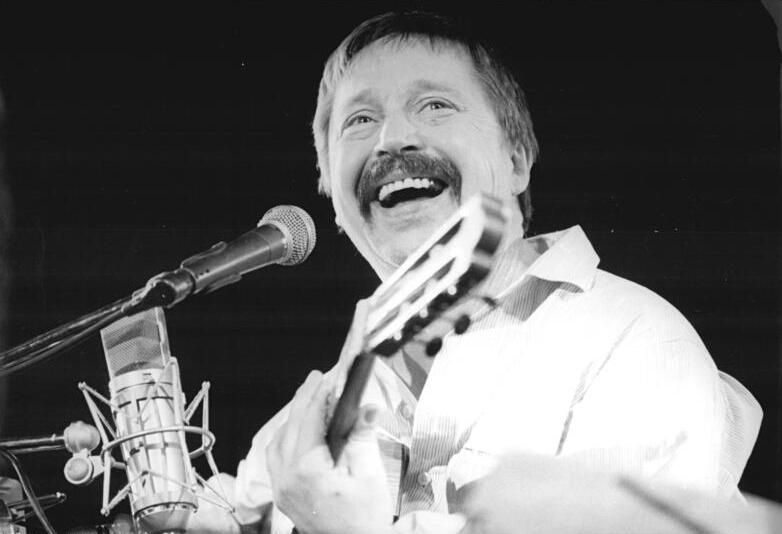
Wolf Biermann under en konsert i Leipzig i december 1989.

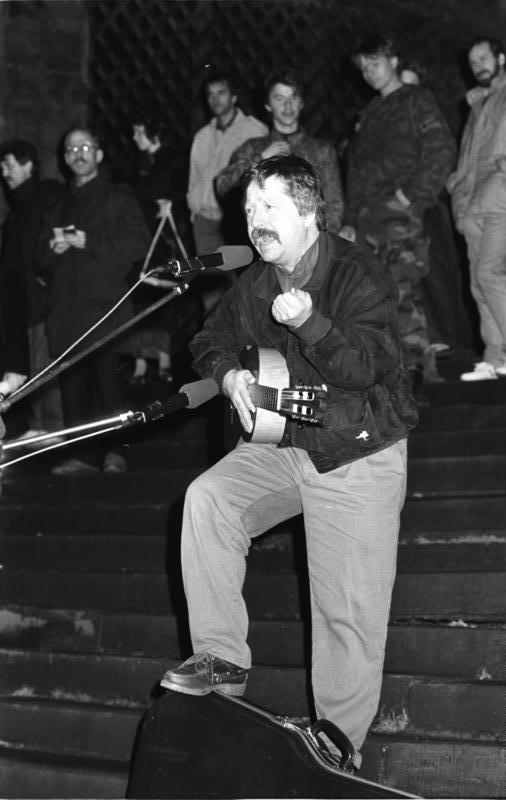
Wolf Biermann under en demonstration i Erfurt 25 januari 1990.

Karl Wolf Biermann, född 15 november 1936 i Hamburg, är en tysk vissångare och författare. Biermann flyttade 1953, som 17-åring, till Östtyskland och publicerade från år 1960 sånger och dikter. 1965 fick han ett totalt publicerings- och uppträdandeförbud i Östtyskland. År 1976 blev han fråntagen sitt östtyska medborgarskap under en turné i Västtyskland vilket orsakade stora protester.

## Biografi
Wolf Biermann är son till Emma och Dagobert Biermann (1904–1943). Fadern var av judisk härkomst, varvsarbetare och tillhörde den kommunistiska motståndsrörelsen, och dödades 1943 i koncentrationslägret Auschwitz. 1953 flyttade Wolf Biermann till Östtyskland och bodde först på skolinternat nära Schwerin, innan han började studera nationalekonomi, filosofi och matematik på Humboldtuniversitetet i Berlin.
1960 lärde Biermann känna Hanns Eisler och började skriva dikter och visor. År 1961 grundade han Berliner Arbeiter-Theater (bat) i Östberlin. Avslöjandena om stalintidens terror i Sovjet fick dock Bierman att reagera och gjorde att han kom i direkt konflikt med den östtyska regimen. Han skrev då ett kritiskt teaterstycke om uppförandet av Berlinmuren. År 1963 uteslöts han ur kommunistpartiet och från 1965 förbjöds han att uppträda offentligt. Hans verk spreds över hela världen och han blev berömd redan i unga år. 1964 uppträdde han för första gången i Västtyskland och 1965 gjorde han en skivinspelning i Frankfurt am Main.

### Die Ausbürgerung
År 1976 fick han utresetillstånd för en konsertresa i Västtyskland, arrangerad av IG Metall. Den första anhalten var en konsert i Kölns sporthall 13 november. Den fyra och en halv timme långa konserten i en fullsatta sporthallen med över 7 000 åhörare, direktsändes i TV av Westdeutscher Rundfunk. Konserten avslutades med en nyskriven sång om den preussiska Ikarus, som störtar i havet. Östtysklands kommunistpartis politbyrå stämplade föreställningen som ett grovt brott mot hans medborgerliga skyldigheter i DDR, och tre dagar efter Köln-konserten blev Biermann fråntagen sitt medborgarskap Ausbürgerung och förbjuden att återvända hem.
17 november skrev tretton kända östtyska författare ett öppet brev till kommunistpartiets ledning och krävde att beslutet skulle tas tillbaka. Brevet var skrivet av Stephan Hermlin och Stefan Heym och undertecknades även av bland andra Christa Wolf. Brevet sändes också till partiorganet Neues Deutschland och till Agence France Presse (AFP). Ytterligare ett hundratal författare, skådespelare och bildkonstnärer skrev under brevet dagarna efter publiceringen. Flera av dessa flyttade senare till Västtyskland, däribland Eva-Maria Hagen, skådespelerska och tidigare maka till Wolf Biermann mellan 1965 och 1972, och mor till punksångerskan Nina Hagen.

### Västtyskland
Wolf Biermann bosatte sig i Hamburg, där han ursprungligen växte upp. Han fick tillstånd att besöka Östtyskland en sista gång i april 1982, då regimkritikern Robert Havemann låg för döden. Från slutet av 1990-talet har Biermann gjort sig känd för sin inställning mot pacifism. Han stödde Natos krigföring mot Serbien 1999 och kriget mot Irak 2003.
Wolf Biermann har under åren fått ett stort antal priser. År 1991 fick han Georg Büchner-priset, år 2007 blev han hedersmedborgare i Berlin och 2008 hedersdoktor på Humboldtuniversitetet i Berlin.

## Diskografi i urval
- Wolf Biermann zu Gast bei Wolfgang Neuss, 1965
- Chausseestraße 131, 1968
- Warte nicht auf beßre Zeiten, 1973
- aah - ja!, 1974
- Liebeslieder, 1975
- Es gibt ein Leben vor dem Tod, 1976
- Der Friedensclown, 1977
- Das geht sein' sozialistischen Gang, 1977 (Dubbel-CD med livekonsert från 13 november 1976)
- Trotz alledem!', 1978
- Hälfte des Lebens, 1979
- Eins in die Fresse, mein Herzblatt, 1980 (Dubbel-CD med liveuppträdande)
- Wir müssen vor Hoffnung verrückt sein, 1982
- Im Hamburger Federbett, 1983
- Die Welt ist schön...*, 1985
- Seelengeld, 1986 (Doppel-CD)
- VEBiermann, 1988
- Gut Kirschenessen * DDR - ca ira!, 1989
- Nur wer sich ändert, 1991
- Süsses Leben - Saures Leben, 1996
- Brecht, Deine Nachgeborenen, 1999 (Dubbel-CD med liveuppträdande)
- Paradies uff Erden - Ein Berliner Bilderbogen, 1999
- Über Deutschland Unter Deutschen., 2002
- Die Gedichte und Lieder 1960 bis 2001, 2003
- Eleven Outlined Epitaphs. Elf Entwürfe für meinen Grabspruch von Bob Dylan und Wolf Biermann, 2003
- Das ist die feinste Liebeskunst. 40 Shakespeare Sonette von Wolf Biermann und William Shakespeare, 2004
- Großer Gesang vom ausgerotteten jüdischen Volk, Lesung von Yitzak Katzenelson 2004 (Dubbel-CD med liveuppträdande)
- Das ist die feinste Liebeskunst - Shakespeare-Sonette, 2005
- Hänschen - klein ging allein..., 2005, CD från konsert 5 december 2005
- Heimat. Neue Gedichte, 2006
- Fliegen mit fremden Federn. Nachdichtungen und Adaptionen, 2011
- In diesem Lande leben wir. Med Chamber choir of Europé, (Dirigent Gunnar Eriksson. Arrangörer: Gunnar Eriksson och Stefan Forssén). 2011